# Kisasszony-szitakötő

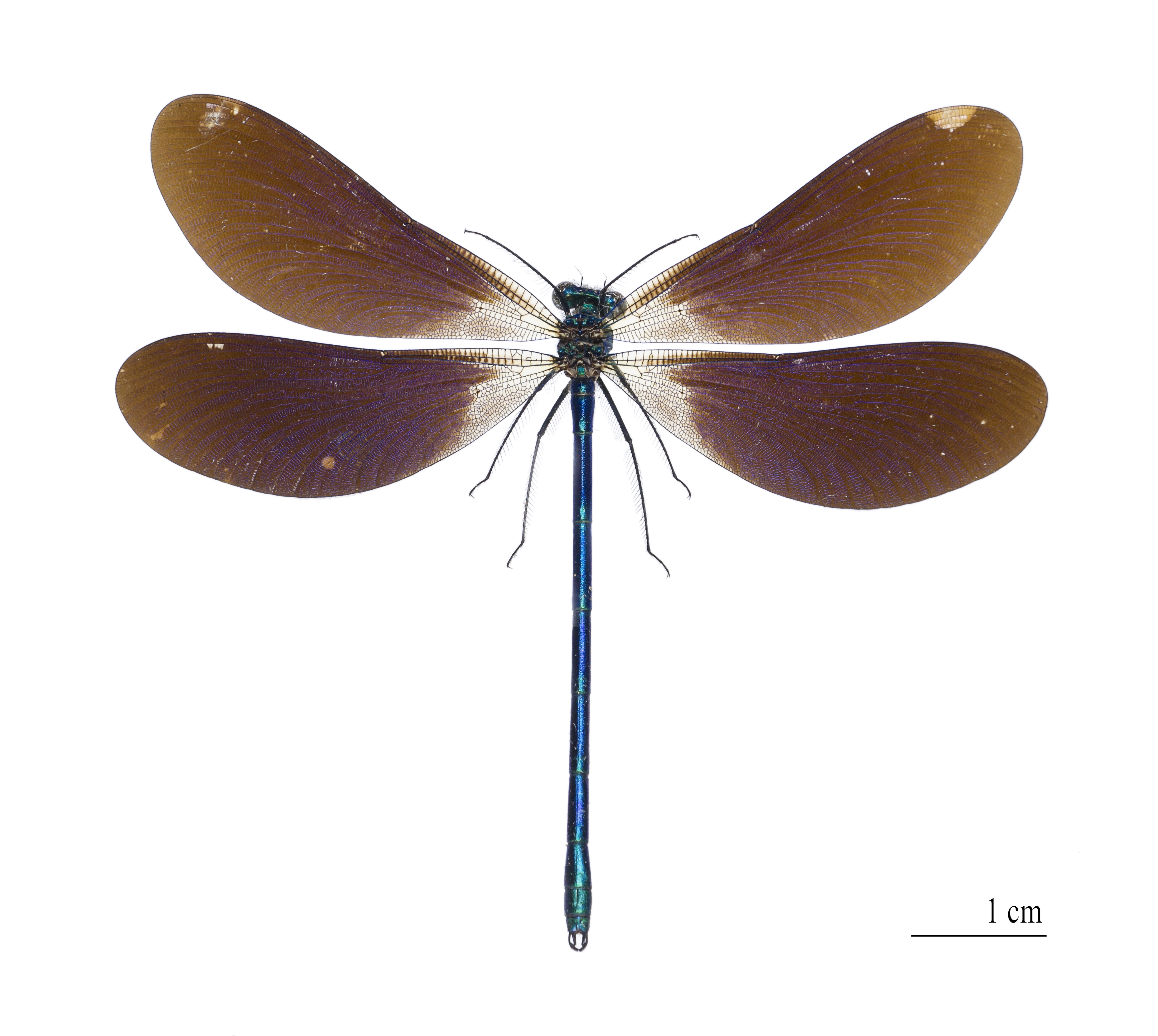
Calopteryx virgo meridionalis - múzeumi minta

A kisasszony-szitakötő (Calopteryx virgo) a kis szitakötők (Zygoptera) színes szárnyú szitakötők (Calopterygidae) családjába tartozó, ragadozó rovar.

## Előfordulása
Rendszerint a nyugat-szibériai faunaelemek közé sorolják. Európa-szerte elterjedt. A Kárpát-medencében elsősorban a hegy- és dombvidékek erdős területeinek patakjai mentén fordul elő, többnyire a hegyi szitakötőkkel együtt.

## Ökológiája
Lárvája a többi színes szárnyú szitakötőhöz hasonlóan az oxigénben gazdag, gyorsan áramló vizet kedveli, ezért a nyáron erősebben átmelegedő patakokban nem él meg. Ha a patakot árnyékoló fákat kivágják, ez a faj eltűnik a területről. Gyakran a vízparti fák gyökerei között, esetleg (ha van hínár) a növényekre kapaszkodva zsákmányol kisebb gerincteleneket. Folyamatosan kelő faj: májustól nyár végéig találhatunk frissen átalakult példányokat.
Többnyire az imágók sem távolodnak el messze a pataktól, de legszívesebben a beszűrődő napfényes foltokon, nyíltabb helyeken táplálkoznak. Az élénk fémkék testű és szárnyú hímek a patak partján növő növényeken foglalnak helyet, és jellegzetes szárnymozdulatokkal (nyitogatással) jelzik a rivális hímeknek, hogy mely területre tartanak igényt. Ugyancsak jellegzetes (gyors, apró szárnycsapásos) udvarló repüléssel közelítik meg az érkező nőstényeket.